# Anselmo García MacNulty
Anselmo García MacNulty (Valencina de la Concepción, Sevilla, 19 de febrero de 2003), más conocido como García MacNulty, es un futbolista español con nacionalidad irlandesa que juega en la demarcación de defensa central para el PEC Zwolle de la Eredivisie, cedido por el VfL Wolfsburgo.

## Trayectoria
Nacido en Valencina de la Concepción, Sevilla, su madre es de nacionalidad irlandesa y es un defensa central formado en el fútbol base del Real Betis Balompié en el que jugó hasta 2019.
En 2019, firma por el VfL Wolfsburgo para jugar en su equipo sub-17. En las siguientes temporadas formaría parte del equipo sub-19 del combinado alemán con el que disputaría la UEFA Youth League.
El 27 de junio de 2021, el jugador firma su primer contrato profesional con el VfL Wolfsburgo y sería jugador del primer equipo después de destacar en las categorías inferiores del equipo alemán.
El 19 de julio de 2022, es cedido al NAC Breda de la Eerste Divisie.

### Selección nacional
Es internacional en todas las categorías inferiores de la Selección de fútbol de Irlanda, incluida la sub-17 con la que llegó a disputar 9 partidos en los que marcó tres goles y más tarde, formó parte de las selecciones sub-19 y sub-21.

## Clubes
| Club                | País         | Año             |
| ------------------- | ------------ | --------------- |
| VfL Wolfsburgo      | Alemania     | 2021-Actualidad |
| NAC Breda (cedido)  | Países Bajos | 2022-2023       |
| PEC Zwolle (cedido) | Países Bajos | 2023-Actualidad |